# Karzachi-See
Der Karzachi-See (georgisch კარწახის ტბა, Karzachis Tba; türkisch Aktaş Gölü; armenisch Խոզապին, Chosapin) ist ein See an der Grenze des Landkreises Çıldır in der türkischen Provinz Ardahan und der georgischen Region Samzche-Dschawachetien. 
Der 27 km² große See ist tektonischen Ursprungs und liegt auf einem Plateau auf einer Höhe von 1798 m. Der georgische Anteil ist etwas größer als der türkische. In dem See, der zu den größten Georgiens gehört, befinden sich zwölf Inseln. Er wird von einigen kleinen Bächen gespeist und entwässert auf der türkischen Seite in die etwa 6 km nordwestlich und 400 Höhenmeter tiefer vorbeifließende Kura. Am Ufer und an den Inseln wächst Schilfrohr.
Fischerei wird mit herkömmlicher Angelausrüstung am Ufer des Sees betrieben. Der Krauskopfpelikan hat sich hier niedergelassen.
Der See hat zwar nicht den Status eines Naturschutzgebietes, doch da er in einem militärisch abgesperrten Gebiet liegt, sind menschliche Aktivitäten eingeschränkt.
Seit 2016 gibt es nahe dem Seeufer den dritten Grenzübergang zwischen Georgien und der Türkei (nächster Hauptort Çıldır/georgisch ჩრდილი/Chrdili) in der Provinz Ardahan.